# Alierasaurus
Alierasaurus is een geslacht van uitgestorven caseïde synapsiden dat leefde tijdens het vroege Midden-Perm (Roadien) in wat nu Sardinië is. Het wordt vertegenwoordigd door de enige soort, de typesoort Alierasaurus ronchii. Bekend van een zeer groot gedeeltelijk skelet gevonden in de Cala del Vino-formatie, is Alierasaurus een van de grootste bekende caseïden. Het lijkt sterk op Cotylorhynchus, een andere gigantische caseïde uit de San Angelo-formatie uit het Midden-Perm van Texas. De afmetingen van de bewaarde voetelementen en staartwervels suggereren een geschatte totale lengte van ongeveer zes of zeven meter voor Alierasaurus. In feite zijn de enige anatomische kenmerken die verschillen tussen Alierasaurus en Cotylorhynchus te vinden in de botten van de voeten; Alierasaurus heeft een langer en dunner vierde middenvoetsbeentje en het heeft scherpe in plaats van platte voetklauwen zoals bij andere caseïden. Alierasaurus en Cotylorhynchus hebben beide een zeer brede, tonvormige ribbenkast, wat aangeeft dat het herbivoren waren die zich voornamelijk voedden met vezelrijk plantaardig materiaal.

## Etymologie
De geslachtsnaam combineert Aliera, de naam in het lokale dialect van de stad Alghero, met saurus, "reptiel". De soortaanduiding eert Ausonio Ronchi, de ontdekker van het exemplaar.

## Beschrijving
De paleontologen Marco Romano en Umberto Nicosia hebben verschillende autapomorfieën geïdentificeerd in de anatomie van de voeten van Alierasaurus: middenvoetsbeentje IV met een duidelijk axiaal gebied, lengte ongeveer tweemaal die van het overeenkomstige eerste teenkootje, niet kort en massief zoals bij andere grote caseïden; bij middenvoetsbeen IV staat de proximale kop niet loodrecht op de botas, maar vormt een hoek van honderdtwintig graden met de schacht: met deze conformatie staan de proximale kop en het distale uiteinde veel dichter langs de binnenzijde van het middenvoetsbeentje; de teenklauwen zijn proportioneel korter dan bij Cotylorhynchus, met een dubbele onderste bult voor de pees van de buigende spieren zeer dicht bij de bovenrand van het kootje; de klauwas is naar beneden en binnen gebogen; de distale dwarsdoorsnede is min of meer driehoekig, niet spatelvormig zoals bij Cotylorhynchus.

## Ontdekking
Het holotype van Alierasaurus, specimen MPUR NS 151, werd ontdekt in de bovenste niveaus van de Cala del Vino-formatie uit het Perm, bovenop het voorgebergte van Torre del Porticciolo, dat de Golf van Porticciolo scheidt van de noordkust (in de buurt van de stad Alghero, Nurra, in het noordwesten van Sardinië). Sommige botten werden los op het grondoppervlak gevonden en andere waren nog steeds ingebed in een moddersteen-siltsteenlaag. Deze sedimenten werden afgezet in een voormalige alluviale vlakte onder een relatief mild semi-aride klimaat. 
Het bekende materiaal bestaat uit een reeks van acht aaneengesloten staartwervels, twee losse staartwervels, vier laatste staartwervels, talrijke grote fragmenten die wijzen op ten minste acht andere wervels, zeven proximale delen van haemalbogen, drie proximale delen (wervelsegment) van dorsale ribben, tien onbepaalde fragmentarische ribben, een slecht geconserveerd rechterschouderblad en rechterravensbeksbeen, distale uiteinde van de de linkerellepijp, en verschillende autopodiale elementen vertegenwoordigd door een fragmentarisch hielbeen, drie metapodialen, vijf teenkootjes, een bijna volledige voetklauw en twee afgebroken teenklauwen. 
Deze overblijfselen werden eerst beschouwd als mogelijk behorend tot Cotylorhynchus (cf. Cotylorhynchus sp. in de publicatie van Ronchi et alii) of tot een nauw verwant taxon. Later, ondanks de afwezigheid van de meest diagnostische elementen (met name de schedel) voor de vergelijking met andere caseïden in het algemeen en met Cotylorhynchus in het bijzonder, werd het Sardijnse exemplaar toegewezen aan het nieuwe geslacht Alierasaurus, op basis van enkele verschillen in voetanatomie. In 2017 beschreven Marco Romano en collega's andere botten die tot hetzelfde individu behoorden (sommige staartwervels en fragmenten van chevrons en ribben). Meer recentelijk hebben dezelfde niveaus overblijfselen opgeleverd van een onbeschreven sphenacodontide, en voetafdrukken van een derde dier dat alleen in het zuiden van Frankrijk in iets jongere rotsen bekend was (ichnogenus Merifontichnus uit de La Lieudeformatie (Wordien) in het Lodève-bekken).